# フェイスレス
『フェイスレス』（仏題：Les Predateurs de la nuit、別題：Faceles）は、1987年制作のフランス映画。

## 概要
ジェス・フランコが自身の出世作『美女の皮をはぐ男』（1962年）をセルフリメイクしたホラー映画。今回はオリジナルのプロットにアレンジを加え、スプラッター色を強化した内容になっている。主演の外科医を演じるのはかつてのヴィスコンティ映画の常連のヘルムート・バーガー。音楽はこの当時、多くのヒット曲を生み出し、一世を風靡していたロマーノ・ムスマッラ。脚本に参加したミシェル・ルブランとジャン・マザランの2人は、いずれもフランス推理小説大賞を受賞した実力派のミステリ作家である。マザランはこの当時、フランスのフルーヴ・ノワール社で刊行されていた猟奇ホラー小説レーベル「ゴール叢書」において、優れたスプラッター・ホラー小説を執筆していた。

## スタッフ
- 監督：ジェス・フランコ
- 製作：ルネ・シャトー
- 原作：フレッド・キャッスル
- 脚本：ピエール・リペール、ルネ・シャトー（フレッド・キャッスル名義）、ジャン・マザラン、ミシェル・ルブラン
- 撮影：モーリス・フェルー
- 音楽：ロマーノ・ムスマッラ
- 主題歌："Faceless" 歌：ヴィンチェンツォ・トーマ

## キャスト
- ヘルムート・バーガー：ドクター・フランク・フラマンド
- ブリジット・ラーエ：ナタリー
- キャロライン・マンロー：バーバラ
- ステファーヌ・オードラン：ミセス・シャーマン
- クリストファー・ミッチャム：サム・モーガン
- アントン・ディフリング：ドクター・モーザー
- テリー・サバラス：テリー